# 鲍勃·加德纳
鲍勃·加德纳（英語：Bob Gardiner，1936年3月22日—），澳大利亚男子田径运动员。他曾代表澳大利亚参加1970年英联邦运动会田径比赛，获得一枚银牌。他也曾参加1964年和1968年夏季奥林匹克运动会。